# Zawody w programowaniu
Zawody w programowaniu – typ zawodów sportowych polegający na rozwiązywaniu zadań programistycznych. Zawody mogą różnić się w istotny sposób w zależności od typu zadań, regulaminu, sposobu rozgrywania itp.
Możemy wyróżnić zawody indywidualne, takie jak Olimpiada informatyczna lub drużynowe rozgrywane zwykle na wzór ACM ICPC.
Inny podział może dotyczyć zawodów rozgrywanych zdalnie, na miejscu lub w formule łączonej (eliminacje zdalne, a finały na miejscu). Zawody różnią się również czasem trwania, od kilku godzin np: eliminacje Google_Code_Jam, poprzez trwające pełną dobę maratonów programistycznych jak BME International 24 Hour Programming Challenge czy Deadline24 do wielodniowych konkursów takich jak Codechef i High School Programming League.
Zupełnie inną kategorię stanowią konkursy, w których należy przedstawić projekt lub działającą aplikację (zob. Imagine Cup, Google Highly Open Participation Contest) lub konkursy z pogranicza sztuki International Obfuscated C Code Contest.